# Krašeninnikova sopka
Krašeninnikova sopka, někdy zkráceně nazývaná Krašeninnikov (rusky вулкан Крашенинникова nebo сопка Крашенинникова), je aktivní sopka ve východní části Kamčatského poloostrova na ruském Dálném východě. Z územně-administrativního hlediska náleží Krašeninnikova sopka do Jelizovského okresu Kamčatského kraje Dálněvýchodního federálního okruhu Ruské federace. Vulkán, nazvaný jménem významného ruského botanika, etnografa, geografa a cestovatele první poloviny 18. století Stěpana Petroviče Krašeninnikova, leží na území Kronocké státní přírodní biosférické rezervace, která je součástí přírodního parku Sopky Kamčatky, zapsaného na seznamu Světového dědictví UNESCO. Sopka je pozoruhodná též kvůli místní fauně – vyskytuje se zde populace ovce sněžné, jejíž počty na Kamčatce klesají.

## Geografická poloha
Sopka, která je součástí Východokamčatského hřbetu, se nachází uprostřed řetězce sopek, směřujícího podél východního pobřeží Kamčatky od jihozápadu k severovýchodu, počínaje vulkány Malý a Centrální Semjačik přes sopky Burljaščij, Otkrytaja, Kichpinič a Duga ke Krašeninnikovi, po němž dále směrem na severovýchod následují sopky Kronocká, Šmidtova a Komarova. Vrchol sopky (1856 m n. m.) leží zhruba 14 km směrem na jih od Kronockého jezera a 24 km západně od pobřeží Kronockého zálivu Tichého oceánu.

## Geologie a geomorfologie
Sopka má specifický tvar – je tvořena dvěma spojenými kužely, které se nacházejí uprostřed protáhlé kaldery dlouhé 9 kilometrů, která vznikla po gigantické erupci, při níž bylo vyvrženo kolem 50 km3 materiálu. Stáří této kaldery se odhaduje na 39 600 let.

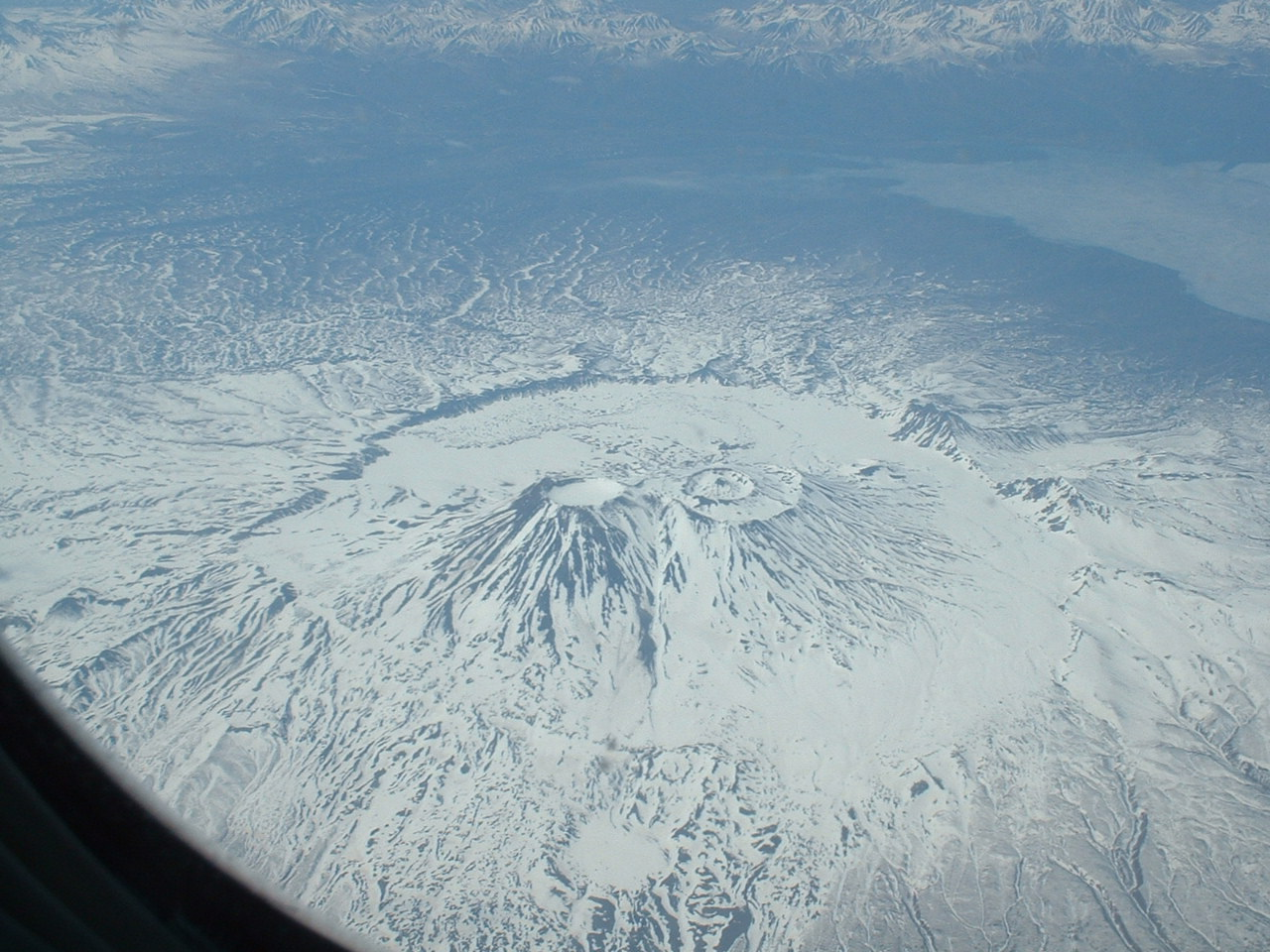
Letecký snímek kráterů Krašeninnikovy sopky

Převýšení vrcholů Krašeninnikovy sopky ode dna kaldery činí zhruba 850, respektive 760 metrů  (jižní kužel dosahuje výšky 1 856 metrů, severní 1 615 metrů). Pokud jde o horninovou skladbu, masív sopky je tvořen čediči, andezity a dacity.
Krašeninnikova sopka byla aktivní již v období holocénu. Jako první vznikl jižní kužel, který se postupně formoval před 11 000 až 6 500 lety. Kráter jižního kužele má průměr 750 metrů a je 100 metrů hluboký, jeho dno a svahy jsou pokryty ledovcem. Mladší severní kužel, budovaný v období před 6 400 až 2 000 lety, skýtá obzvláště pozoruhodný pohled ze vzduchu – jeho teleskopické vnitřní uspořádání bývá přirovnáváno k typické ruské dřevěné hračce matrjošce. Jeho vrchol je obklopen kalderou o průměru zhruba 1,5 km, z jejíhož středu se zvedá prostřední kužel. Tento kužel je opět zakončen kráterem o průměru 600 m, uprostřed nějž je další lávový kužel vysoký asi 50 metrů s malým kráterem uprostřed. Stáří prostředního kužele v severním kráteru ke odhadováno na 1 300 až 1 100 let, posledního nejmenšího na 600 až 400 let. 
Na svazích kuželů Krašeninnikovy sopky i částečně v její kaldeře se nachází řada menších struskových kuželů. Zatímco dříve v oblasti prostředního kužele severního kráteru existovaly vývěry vodních par a plynů, v současnosti zde fumaroly nelze pozorovat.

## Erupce
Stopy lávových proudů na povrchu sopky i postranní kužele svědčí o erupcích, které zde probíhaly v historii. K předposlední erupci Krašeninnikovy sopky došlo pravděpodobně okolo roku 1550, zřejmě po delším období klidu, trvajícím několik staletí.
Poslední erupce nastala v 18:50 SELČ dne 2. srpna 2025. Stalo se tak zhruba tři dny po velmi silném zemětřesení o síle 8,8 Mw, jehož epicentrum leželo 230 km jižně od sopky. Explozivní erupce vyvrhovala několik kilometrů vysoký sloupec popela a plynů.